# La ley del monte (película)
La ley del monte es una película de drama y romance mexicana 1976, dirigida por Alberto Mariscal y protagonizada por Vicente Fernández, Patricia Aspíllaga y Elsa Cárdenas. Esta película está basada en la novela El niño de la bola de Pedro Antonio de Alarcón y ambientada en la época del porfiriato y la Revolución mexicana.

## Argumento
Esta historia inicia con Maclovio el cual está regresando a su pueblo, recordando pasajes de su niñez atormentándose por el amor imposible con Soledad hija de ricos hacendados; ambos en la niñez se juraron amor eterno grabando sus nombres en una penca del maguey. Aunque Maclovio también era hijo de un hacendado, su padre Leonardo Arrieta regaló sus bienes cuando retó a la clase alta y la burocracia inspirado en la vida de León Tolstói, éstos no pasaron por alto su insolencia, entonces se insulta con Sebastián Fernández padre de Soledad, éste acepta el reto de batirse a duelo sin embargo él se ayuda por otros pistoleros y emboscan a Leonardo asesinándolo frente a Maclovio. El ayuntamiento presionado por don Sebastián logra apoderarse de la hacienda y los bienes de Leonardo despojando a Maclovio queda bajo la tutela del padre Gabriel, como Sebastián no soportaba que su hija Soledad fuese amiga de él, le golpea en el rostro y se lleva a Soledad lejos. Ya en su llegada es emboscado por dos pistoleros que lo odian pues aun el recuerdo de su padre pesa en el pueblo, pero Maclovio los asesina a ambos mientras rememora pasajes de como su padre fue asesinado los mata sin piedad, pero Soledad jamás regresó en 15 años, Maclovio sigue atormentándose hasta que un día ella regresa y se ven en el monte junto al maguey donde hicieron su juramento en el acto hacen el amor. Posteriormente Maclovio tiene un enfrentamiento con don Sebastián pero no le hace frente pues juro a Soledad no matarlo, entonces parte a la revolución donde resulta herido de muerte y se salva pues el guardapelo que Soledad le dio de niña detuvo la bala. Mientras se recuperó Soledad termina casándose con Martín, Maclovio no puede creerlo pero el padre Gabriel le dice como sucede todo debido a que don Sebastián fue asesinado por los campesinos que despojo; entonces doña Rosario madre de Soledad al morir le hace jurar que se casara con Martín para que no quede desamparada, ella jura, pero espera 3 años y guiándose con información falsa que Maclovio murió cumple el juramento y se casa con él. Maclovio en donde hicieron su juramento vuelve a verse con Soledad pero ella le dice que no pueden continuar lo suyo; ya en el baile del pueblo (donde se realiza una fiesta por motivo del aniversario de la Revolución, cosa errónea ya que durante la misma su fecha de estallido no se celebraba y se haría como tal hasta 1936), Maclovio le canta "la ley del monte" para después ofrecer su vida por bailar con Soledad, pero Martín también ofrece su vida para que no bailen, entonces Soledad acepta bailar con Maclovio a cambio que este se marche del pueblo y jamás regrese, ambos bailan pero Maclovio comprende que jamás estarán juntos y se resigna a volver a la revolución donde termina muerto.

## Música
Bajo la dirección de Gilberto Parra se escucharon estos sencillos en la película interpretados por Vicente Fernández, un tema a dúo con Felipe Arriaga y un tema por Rosenda Bernal.
| Canción                 | Autor               | Intérprete                                 |
| ----------------------- | ------------------- | ------------------------------------------ |
| La ley del monte        | José Ángel Espinoza | Vicente Fernández                          |
| El siete leguas         | Graciela Olmos      | Vicente Fernández                          |
| Imposible olvidarte     | Alberto M. Brambila | Rosenda Bernal                             |
| Le pese a quién le pese | Vicente Fernández   | Vicente Fernández                          |
| El adiós del soldado    | María Teresa Flores | Vicente Fernández a dúo con Felipe Arriaga |

## Reparto
- Vicente Fernández como Maclovio Arrieta
- Narciso Busquets como Sebastián Fernández
- Patricia Aspíllaga como Soledad Fernández
- Carlos Cardán como Leonardo Arrieta
- Elsa Cárdenas como doña Rosario
- Felipe Arriaga como Benito
- Rosenda Bernal como Rosenda
- Delia Peña Orta como la niña Soledad
- Julio Alejandro Lobato como Martín Herrera
- Julián Soler
- Rodrigo Puebla
- Federico Falcón
- Víctor Alcocer
- Carlos Nieto como padre Gabriel
- José Luis Román
- Antonio Álvarez
- Alfonso Obregón